# Ferdinando Bernardi
Ferdinando Bernardi (* 10. Juli 1874 in Castiglione Torinese, Metropolitanstadt Turin, Italien; † 18. November 1961 in Tarent) war Erzbischof von Tarent.

## Leben
Ferdinando Bernardi empfing am 29. Juni 1900 die Priesterweihe.
Papst Pius XI. ernannte ihn am 11. April 1931 zum Bischof von Andria. Die Bischofsweihe spendete ihm am 28. Juni desselben Jahres der italienische Militärbischof Angelo Bartolomasi. Mitkonsekratoren waren Giovanni Pirastru, Bischof von Iglesias, und Giovanni Maria Sanna, Bischof von Gravina e Irsina. Am 21. Januar 1935 ernannte Pius XI. Bernardi zum Erzbischof von Tarent. In seinen ersten Amtsjahren plante er, die Riten der Karwoche abzuschaffen, gab diese Idee jedoch nach starkem Widerstand der Gläubigen auf. 1937 fand unter Bernardis Leitung der erste Eucharistische Kongress in der Erzdiözese statt. Ab 1952 verschlechterte sich sein Gesundheitszustand, sodass er von seinem Weihbischof und späteren Nachfolger Guglielmo Motolese unterstützt werden musste. Er starb 1961 im Alter von 87 Jahren.